# Arkangel (groupe belge)
Pour les articles homonymes, voir Arkangel.
Arkangel est un groupe belge de metalcore, originaire de Bruxelles. Le groupe compte un total de quatre albums studio en dix ans, entre 1998 et 2008.

## Historique
Arkangel est formé à la fin des années 1990, à Bruxelles, à une période durant laquelle Slayer règne au sommet de la scène heavy metal européenne. Arkangel est formé comme clin d'œil à Slayer. En 1999, le groupe publie Dead Man Walking au label Goodlife Recordings. Il s'agit de leur dernier album en l'espace de cinq ans sans sortie.
En 2004 sort l'album Hope You Die by Overdose, publié au label Private Hell Records, qui se lance plus loin dans le punk hardcore sombre et brutal,,,. Ce dernier, ainsi que Dead Man Walking, assurent au groupe une percée dans la scène durant les années 2000. En 2008, ils publient leur album Arkangel is Your Enemy.
En 2014, ils lancent le single Within the Walls of Babylon. En août 2015, le groupe tourne au Japon en passant notamment le mercredi 12 août à Tokyo, le jeudi 13 août à Shibuya et le 14 août à Niigata.

## Membres

### Membres actuels
- Baldur Vildmurdarson - chant
- Michel Kirby - guitare
- Clément Hanvic - basse
- Julien Rour Chanut - guitare
- David Vande Zande - batterie

### Anciens membres
- Mehdi Jouj - basse
- Numa - guitare
- Vincent - basse

## Discographie
- 1998 : Prayers Upon Deaf Ears
- 1999 : Dead Man Walking
- 2004 : Hope You Die by Overdose
- 2008 : Arkangel is Your Enemy